# Diaulomorpha arboris
Diaulomorpha arboris is een vliesvleugelig insect uit de familie Eulophidae. De wetenschappelijke naam is voor het eerst geldig gepubliceerd in 1924 door Girault.